# 어소시에이티드 오일 컴퍼니
어소시에이티드 오일 컴퍼니(Associated Oil Company)는 한때 샌프란시스코에 본사를 두고 하와이주를 포함한 미국 서해안의 대부분과 오리엔트에 서비스를 제공했으며 1938년에 타이드워터 오일 컴퍼니와 합병한 미국의 석유 및 가스 회사였다.

## 역사

### 설립 및 초기
1900년, W.S. 포터라는 이름의 파이프라인 세일즈맨이 캘리포니아의 컨강 유전에 있는 5대 회사 사장들을 설득하여 그들의 석유 이권을 새로운 회사에 넘겨주고 그들의 재산 평가액에 해당하는 주식과 채권을 받는 계약을 맺었다. 이 회사들의 사장들은 다음과 같다: 리드 원유 회사의 W. G. 커크호프; 그린-휘티어 오일 회사의 버턴 E. 그린; 캔필드 오일 회사의 찰스 A. 캔필드; 컨 오일 회사의 M. H. 휘티어; 산 호아킨 오일 & 개발 회사의 존 A. 번팅. 이 지역의 34개 다른 석유 회사들과 계약을 확보한 어소시에이티드 오일 컴퍼니는 1901년 10월 7일에 법인으로 설립되었고, 1902년 1월 1일부터 원유를 적극적으로 생산하고 판매하기 시작했다.
스탠더드 오일과 서던 퍼시픽 철도는 자체 석유를 샌프란시스코 베이 에어리어로 운송하여 정제 및 판매할 목적으로 어소시에이티드 오일에 지분을 인수했다; 공동으로 서던 퍼시픽은 철도 증기 기관을 위한 연료가 필요했다. 매트슨의 태평양 석유 및 운송 회사는 1905년에 인수되었으며, 여기에는 코알링가-몬터레이 파이프라인과 가비오타, 캘리포니아에 있는 정유공장이 포함되었으며, 다른 해양 시설도 포함되었다.

### 자회사
1907년, 어소시에이티드 파이프 라인 컴퍼니는 어소시에이티드 오일 컴퍼니의 자회사로 설립되었으며, 서던 퍼시픽 컴퍼니는 베이커스필드의 컨강 유전에서 포트 코스타, 캘리포니아까지 이어지는 철도 선로를 따라 재산을 제공했고, 나중에 중화인민공화국과 세계의 다른 지역으로 운송되었다. 서던 퍼시픽 컴퍼니는 어소시에이티드 오일 컴퍼니 주식의 지배 지분을 획득했다.

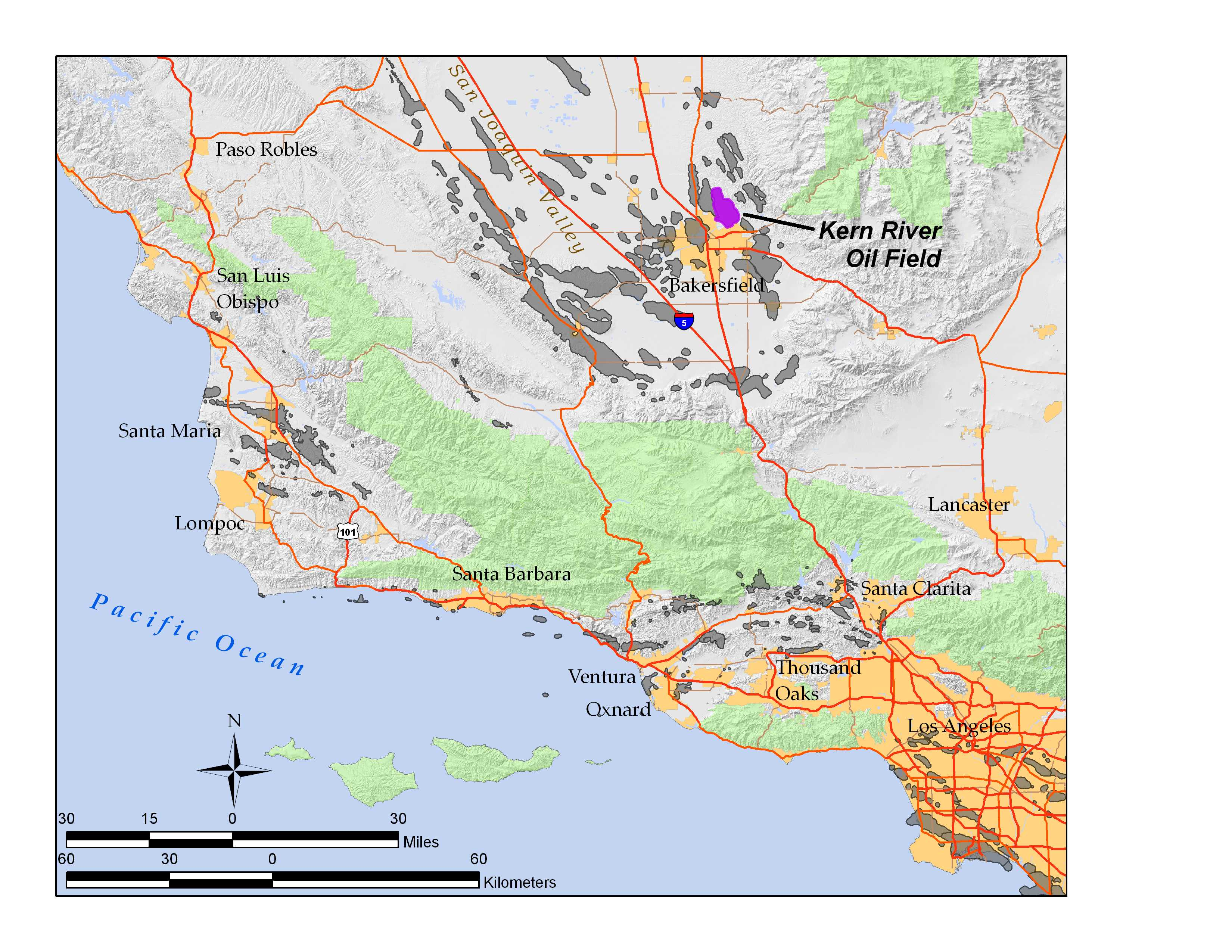
캘리포니아 중남부에 위치한 컨강 유전 (보라색). 다른 유전은 회색으로 표시되어 있다.

태평양 지역에서는 석유 증류물과 원유에 대한 수요가 빠르게 증가했으며, 산호아킨 밸리의 고비중 원유는 기관차와 선박 버너에 사용할 수 있는 연료를 만들기 위해 어떤 종류의 정제가 필요했기 때문에, 어소시에이티드 오일 컴퍼니는 1913년에 에이본 정유공장(현재 골든 이글 정유공장)이라는 토핑 플랜트를 건설하기로 결정했다. 그 전까지는 연료유만 생산하고 판매했으며, 정유공장 완공과 함께 휘발유와 등유의 제조에 착수했다.
또한 1913년, 불리한 통근 조건으로 인해 어소시에이티드 오일 컴퍼니는 에이본 빌리지라는 회사 마을을 건설했으며, 1920년에는 65채의 코티지, 단일 방 학교, 노동자들의 벙크하우스, 식당 및 실내 수영장, 오디토리엄 및 2차선 볼링장을 포함하는 클럽하우스로 구성되었으며, 오늘날에는 정유공장 박물관으로 사용된다. 미국 우체국의 지점이 설립되었고, 어소시에이티드 우체국이라고 명명되었다.
어소시에이티드는 1923년 아메리칸-오리엔탈 정유회사(AMORCO)로부터 아모로코 터미널을 인수했으며 여기에는 토핑 플랜트, 저장 탱크, 부두 (시설), 파이프라인 및 펌핑 장비가 포함되었다. 다음 해에는 정화 플랜트와 미국 최초의 에델레아누 액체 이산화물 플랜트가 에이본 정유공장에 건설되었다. 처리된 오일의 품질이 매우 뛰어나서 미국 해군은 수년 동안 에이본 정유공장에서만 독점적으로 이러한 윤활유를 구매하게 되었다. 1925년에는 에이본 정유공장이 테트라에틸 납 첨가제를 함유한 휘발유를 생산하는 최초의 서해안 정유공장이 되었고, 1926년에는 유조선 S.S. 맥키트릭이 아모로코 부두에서 첫 원유를 수령했다. 서던 퍼시픽 컴퍼니는 1929년에 터미널을 매입하여 1년 후에 새로운 철도 도개교를 건설했다.

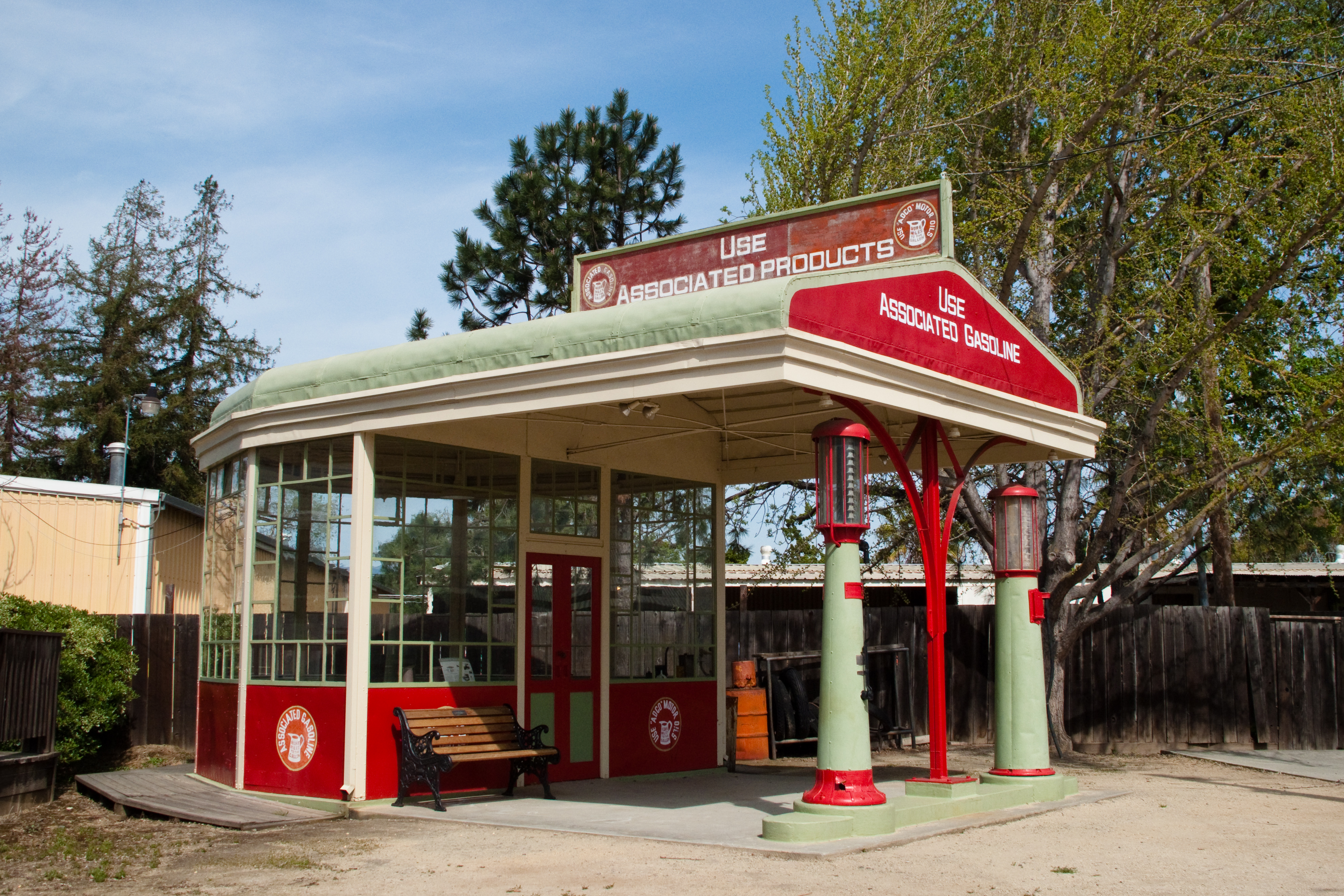
1927년에 지어진 어소시에이티드 오일 서비스 스테이션, 복원되어 산호세 (캘리포니아주)의 켈리 공원 역사 공원으로 이전되었다

1926년, 서던 퍼시픽 컴퍼니가 석유 이권을 처리하기 위해 설립한 태평양 석유 회사가 소유했던 어소시에이티드 오일 컴퍼니 주식은 새로운 지주 회사인 타이드 워터 어소시에이티드 오일 컴퍼니에 매각되었으며, 이 회사는 동시에 타이드 워터 오일 컴퍼니도 인수했다. 당시 타이드 워터의 최대 주주였던 스탠더드 오일 오브 뉴저지는 나중에 미션 코퍼레이션이라는 지주 회사를 설립하여 타이드 워터와 어소시에이티드의 주식을 보유했다.
1931년, 어소시에이티드 오일 컴퍼니는 미쓰비시 그룹과 합작하여 일본에 미쓰비시 오일을 설립했으며, 이후 1934년 일본 전시 체제 하에 다롄시에 만주석유공사를 설립했다.
1934년부터 어소시에이티드 오일 컴퍼니는 골든게이트교와 샌프란시스코-오클랜드 베이 브리지 건설 프로젝트의 진행 상황을 기록하기 위해 일련의 사진을 의뢰했다. 이 프로젝트들은 어소시에이티드 오일 컴퍼니에 특별한 관심사였는데, 이 프로젝트에 거의 전적으로 플라잉 A 휘발유(Flying A Gasoline)와 사이콜 모터 오일(Cycol Motor Oil)을 제공했기 때문이다.

### 타이드워터 어소시에이티드 오일 컴퍼니로의 통합
게티는 1937년 미션 코퍼레이션의 지배권을 획득했다. 그 전 해에 타이드 워터와 어소시에이티드 컴퍼니는 해체되어 타이드워터 어소시에이티드 오일 컴퍼니를 형성했다. 태평양 서부의 주유소는 "어소시에이티드 플라잉 A"가 되었고, 동부의 주유소는 "타이돌 플라잉 A"가 되었다. 결국 타이돌과 어소시에이티드 브랜드는 사라지고 단순히 "플라잉 A"가 되었다. 이 회사는 1956년에 "어소시에이티드"를 이름에서 삭제했다.

## 유산
1927년에 산호세에서 처음 문을 열었던 복원된 어소시에이티드 오일 서비스 스테이션은 켈리 공원 역사 공원 내에 전시되어 있다.